# Pine Ridge (hrabstwo Citrus)
Pine Ridge – jednostka osadnicza w Stanach Zjednoczonych, w stanie Floryda, w hrabstwie Citrus.